# نيوزيلندا للتطوع
نيوزيلندا للتطوع (بالإنجليزية:  Volunteering New Zealand)‏ هي أعلى هيئة وطنية للتطوع في نيوزيلندا تأسست في عام 2001، تضم مجموعة من المراكز التطوعية والوطنية ومنظمات أخرى معنية بالتطوع. تغطي هذه المنظمات مجالات متعددة مثل خدمات الطوارئ، الصحة، التعليم، الخدمات الاجتماعية، الثقافة، الخدمات الدينية، دعم المجتمع، الجماعات العرقية، الرياضة والترفيه، حفظ الموارد، الاهتمامات الخاصة، والدعم والتطوع الدولي. في عام 2008، قُدرت مساهمة المتطوعين في نيوزيلندا بأكثر من 3.3 مليار دولار. وفي عام 2016، كشفت دراسة أن نيوزيلندا تمتلك واحدًا من أكبر القطاعات غير الربحية في العالم نسبيًا، لكن العديد من المنظمات تواجه تحديات في التوظيف، ومتوسط عمر المتطوعين.

## الإدارة
المجلس التنفيذي للتطوع في نيوزيلندا يضم تسعة أفراد منذ الجمعية العمومية لعام 2008، بما في ذلك ستة أعضاء منتخبين وثلاثة أعضاء يمثلون شعب الماوري وجزر المحيط الهادئ وأعراق أخرى.

## مراكز التطوع المحلية
للمنظمة عدة مراكز إقليمية تطوعية منها :
- نورثلاند للتطوع
- مركز جيسبورن للتطوع
- نيو بلايموث للخدمة التطوعية
- مركز تاوبو للتطوع
- نيلسون للتطوع
- ويلينغتون للتطوع
- بوريريوا للتطوع
- هوت للتطوع
- كابيتي للتطوع

## العلاقات الدولية
تمثل جمعية نيوزيلندا للتطوع نيوزلندا في الجمعية الدولية للجهد التطوعي و هي منظمة دولية معنية بأعمال التطوع في جميع أنحاء العالم.
كما أنشأت نيوزيلندا للتطوع علاقة جيدة مع أستراليا للتطوع ، التي سهلت الوصول إلى مصادر تعليمية متنوعة.